# George Lincoln Rockwell
George Lincoln Rockwell (9. marts 1918 i Bloomington, Illinois - 25. august 1967 i Arlington, Virginia) var amerikansk løjtnant i den amerikanske flåde og grundlægger af American Nazi Party i 1959. Rockwell var en af frontfigurerne i den nynazistiske bevægelse i efterkrigstidens USA. Han blev i 1967 myrdet af pistolskud da han forlod et indkøbscenter, nynazisten John Patler blev senere dømt for mordet.